# Kacze Błota (użytek ekologiczny)
Użytek ekologiczny „Kacze Błota” – użytek ekologiczny w gminie Wronki, w leśnictwie Mokrz. 

## Historia i powierzchnia
Użytek został ustanowiony 29 września 2016 przez Radę Miasta i Gminy Wronki. Zajmuje powierzchnię 4,57 hektara. 

## Przyroda
Użytek stanowi enklawa zbiorowiska roślin bagiennych z oczkiem wodnym otoczonym drzewostanem sosnowym. W pobliżu tego terenu nie ma innych podobnych enklaw. Wykształciły się tu zespoły roślin turzycowych oraz zespół sitowia leśnego. 

## Grajzerówka
Na początku II wojny światowej (1940–1941) został tu przez niemieckich nazistów zbudowany domek myśliwski zwany Grajzerówką (Arthur Greiser wydał rozkaz jego wzniesienia). Była tu stajnia, garaż i łazienka, a także linia telefoniczna ze stacji kolejowej w Mokrzu. Po obiekcie pozostały fundamenty obrośnięte mchami.